# Tomelilla
Tomelilla est une localité suédoise dans la commune de Tomelilla, dont elle est le chef-lieu, en Scanie.
Sa population était de 7 171 habitants en 2020.